# Мота-Лава
Мота-Лава (бисл. Mota Lava) — остров в островной группе Банкс (архипелаг Новые Гебриды) в Тихом океане. Принадлежит Республике Вануату и входит в состав провинции Торба. Островитяне также называют остров Mwotlap [ŋ͡mʷɔtˈlap].

## География

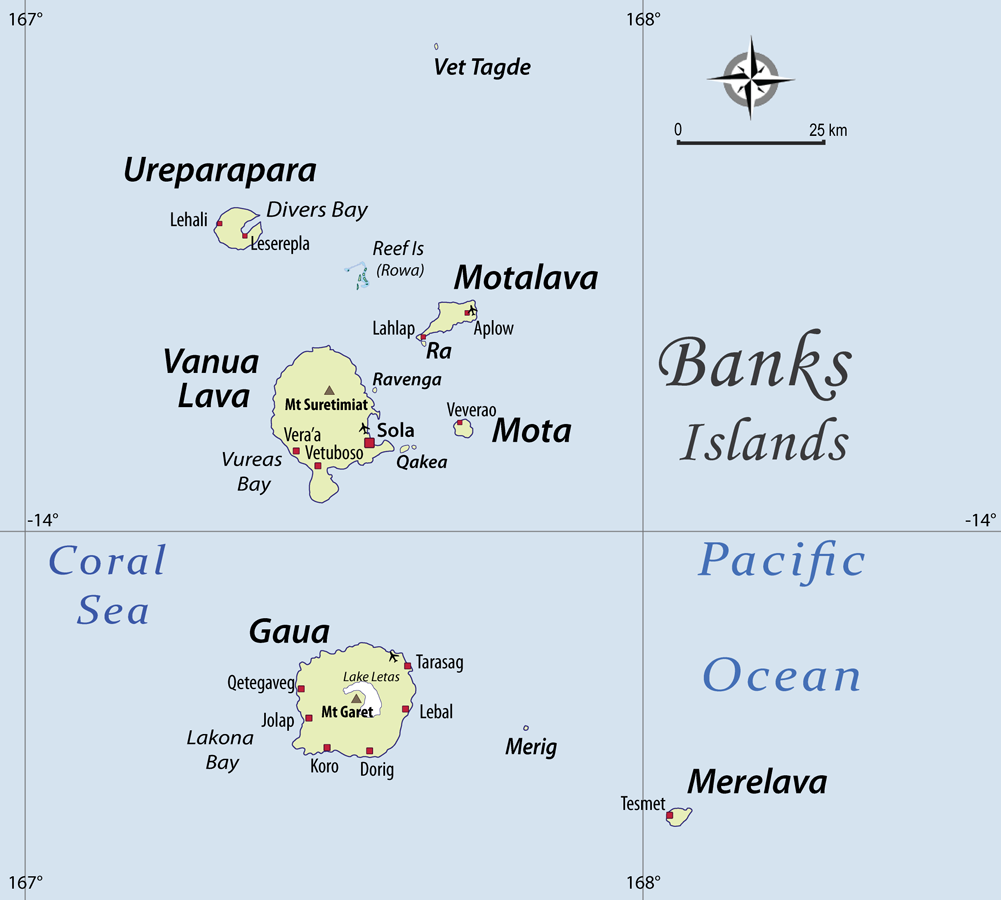
Карта островов Банкс

Остров Мота-Лава расположен в северной части архипелага Новые Гебриды в островной группе Банкс. Омывается водами Тихого океана. Находится недалеко от островов Вануа-Лава, Мота, Рова. Ближайший материк, Австралия, расположен примерно в 1300 км.
Остров Мота-Лава, как и другие острова Новых Гебрид, имеет вулканическое происхождение. Состоит он, как минимум, из пяти базальтовых стратовулканов, сформировавшихся в эпоху плейстоцена и увенчанных пирокластическими конусами Ветнам и Тунтог, образовавшимися в позднем плейстоцене—голоцене. Берега обрывисты. Высшая точка острова, представляющая собой остаток вулканогенного материала, достигает 411 м. Площадь Мота-Лава составляет 23,5 км².
Климат на острове влажный тропический. Среднегодовое количество осадков превышает 4000 мм. Мота-Лава подвержен частым землетрясениям и циклонам.

## История
Европейским первооткрывателем острова стал испанский мореплаватель родом из Португалии Педро Фернандес Кирос, отрывший Мота-Лава 27 апреля 1606 года.
В марте 1906 года Мота, как и другие острова Новых Гебрид, стали совместным владением Франции и Британии, то есть архипелаг получил статус англо-французского кондоминиума.
30 июня 1980 года Новые Гебриды получили независимость от Великобритании и Франции, и остров Мота стал территорией Республики Вануату.

## Население
В 2009 году численность населения Мота-Лава составляла 1451 человек. Основное занятие местных жителей — натуральное сельское хозяйство, плантационное хозяйство (выращивание кокосовых пальм для производства копры). Коренным языком островитян является меланезийский язык мотлав (или моталава).
Крупнейшие поселения — деревни Нгеренигман и Валуа. На острове действует аэродром.
Население острова сконцентрировано в деревнях на двух концах острова. На востоке, в старинном районе Волов (Vōlōw), находятся две слабонаселённые деревни (около ста жителей) Aplōw (прежде Vōlōw, официально Valuwa) и Telvēt. Относительно недавняя постройка аэродрома невдалеке от Aplōw привела к депопуляции этих двух деревень, родины знаменитого диалекта Vōlōw, ныне угасшего. Сегодня жизнь острова сконцентрировалась именно на западе острова, в районе Мвотлап в строгом смысле этого слова. В этой зоне находятся деревни (идут друг за другом) Lahlap (официально Ngerenigmen), Toglag, Avay (официально Var), Qēgm̅agde ~ Qōn̄magde (официально Qeremagde), а также островок Aya (offic. Ra). Деревни Avay (Var) и Аплоу соединены дорогой, проходящей по южному побережью острова.